# TM104: The Legend of the Snowman
TM104: The Legend of the Snowman è il nono e ultimo album del rapper statunitense Jeezy, pubblicato dalla Def Jam nel 2019. L'album presenta diversi ospiti di rilievo: Cee Lo Green, Rick Ross, John Legend, Meek Mill, Ty Dolla Sign e Queen Naija.
| Recensione | Giudizio |
| ---------- | -------- |
| AllMusic   | [ 1 ]    |
| HipHopDX   | [ 2 ]    |

## Tracce
1. The enTRAPreneur – 2:35 – C-Gutta, MP808 (co-prod.), Ashanti "The Mad Violinist" Floyd (prod. agg.)
2. Big Shit – 3:13 – D. Rich
3. Look Like – 2:51 – DJ Montay
4. Better Tell 'Em – 2:22 – DJ Montay, D Lumar (co-prod.), Big Korey (prod. agg.)
5. Mr. Pyrex – 3:03 – D. Rich
6. Already Rich (featuring Cee Lo Green) – 3:23 – BlaqNmilD, J.U.S.T.I.C.E. League (co-prod.)
7. 1 Time – 3:51 – Sonaro, DJ Ace (prod. agg.)
8. Oh Yea (featuring Ball Greezy) – 3:33 – D-Roc, Midnight Black (co-prod.)
9. White Keys – 2:37 – Ben Billions, Brick Layer (co-prod.)
10. MLK BLVD (featuring Meek Mill) – 3:22 – Lex Luger
11. '06 (featuring Rick Ross) – 3:11 – D. Rich
12. Don't Make Me – 2:59 – Ben Billions, J.U.S.T.I.C.E. League (co-prod.), Pelham & Junior (prod. agg.)
13. Fake Love (featuring Queen Naija) – 3:16 – Ayo, Keyz, Bennywond3r (co-prod.)
14. All Night (featuring Gunna) – 2:54 – Ben Billions
15. 4Play (featuring Ty Dolla Sign) – 3:47 – Helluva Beats
16. Play It Safe (featuring Noah Scharf) – 3:36 – GIB DJ
17. Don't Forget – 3:41 – Ayo, Keyz, Rascal (co-prod.)
18. The Real MVP (featuring John Legend) – 4:23 – Chigz, Dark Night

## Classifiche settimanali
| Classifica (2019)         | Posizione massima |
| ------------------------- | ----------------- |
| Canada                    | 85                |
| Stati Uniti               | 5                 |
| US Digital Albums         | 3                 |
| US Top R&B/Hip-Hop Albums | 3                 |
| US Top Rap Albums         | 3                 |